# 岸仲篤史
岸仲 篤史（きしなか あつし、1978年5月25日 - ）は、日本の実業家、MENSA会員、会計/戦略コンサルタント、インベストメントバンカーという複数の肩書きを持つクラウドコンサルティン株式会社 代表取締役。
MENSA入会時のIQ検査では、全人口の0.1%以内という人類最高ランクの成績で合格。

## 経歴

### 生い立ち
大阪市東住吉区出身。中学卒業後、大阪府立生野高等学校に優等生が多い環境に馴染めず、高校2年時に、名門生野高校初の無期停学処分を受け不登校になるが、先生のお情けで卒業式が終わってから追試を受けさせてもらい、卒業する。高校卒業後、後期日程で同志社大学工学部電気工学科に合格し、進学する。同志社大学工学部電気工学科はストレートで卒業。
また、学生時代は、HIPHOPダンスにもハマり、クラブイベントでショーを披露するほどの腕前であった。

### 経歴
2002年-SAPジャパン株式会社　西日本支社　入社。2006年-大和証券SMBC株式会社　投資銀行部門　入社。
2009年-新日本有限責任監査法人　アドバイザリーサービス大阪部　入社。2012年-アビームコンサルティング株式会社　入社。
2014年-2016年　某米系PEファンドに入社し、数社のベンチャー企業で、CFOとしてIPO準備業務に従事。
2016年-岸仲経営管理コンサルティング　開業。2017年-クラウドコンサルティン株式会社 設立。

## クラウドコンサルティン株式会社　沿革
- 2017年4月-法人設立
- 2017年6月-海外では当たり前に存在するが、日本では初めてとなる、フリーランスSAPコンサルタントとPJのマッチングサイト「SAP Freelance Jobs」開設
- 2017年11月-PwCコンサルティング合同会社と取引開始(最年少の設立7か月目)
- 2018年1月-設立最年少でJSUG(ジャパンSAPユーザーグループ)に入会承認される
- 2018年2月-株式会社クニエと取引開始(最年少の設立10か月目)
- 2018年4月-株式会社NTTデータグローバルソリューションズと取引開始(最年少の設立12か月目)
- 2018年6月-日本最大のIT企業　株式会社NTTデータと取引開始(最年少の設立14か月目)
- 2019年1月-世界最大のIT企業　日本アイ・ビー・エム株式会社と取引開始(最年少の設立21か月目)
- 2019年4月-史上最年少でJSUGプラチナサポーターに昇格
- 2019年5月-アジア最大のIT企業　日本タタ・コンサルタンシー・サービシズ株式会社と取引開始(最年少の設立25か月目)